# Tomasz Kargol
Tomasz Kargol (ur. w 1975) – polski historyk, wykładowca Uniwersytetu Jagiellońskiego.

## Życiorys
Doktorat uzyskał na Uniwersytecie Jagiellońskim w 2002 roku. W 2013 roku habilitował się tamże. Pracuje w Instytucie Historii Uniwersytetu Jagiellońskiego. Jeden z pracowników Zakładu Historii Polski Nowoczesnej IHUJ. W pracy badawczej zajmuje się m.in. historią gospodarczą, dziejami Galicji, ruchem ludowym czy historią ziemiaństwa polskiego. Autor haseł w Polskim Słowniku Biograficznym

## Wybrane publikacje
- Kupiec Polski w latach 1907-1913, „Rocznik Historii Prasy Polskiej”, T. 6/2003, z 1. (11)
- Izba Przemysłowo-Handlowa w Krakowie w latach 1850-1939, Kraków 2003
- Od kółek ziemian do Związku Ziemian w Krakowie. Ruch organizacyjny ziemiaństwa w zachodniej Galicji i Małopolsce 1906-1913, Kraków 2010
- Szela Jakub (1787-1862 lub 1866), PSB z. 195, Warszawa-Kraków 2011
- Odbudowa Galicji ze zniszczeń wojennych w latach 1914-1918, Kraków 2012